# Avahi mooreorum
Avahi mooreorum (Авахі Мура) — вид приматів з родини індрієвих (Indriidae).

## Етимологія
Вид названий на честь сім'ї Мура - Гордона і Бетті, Кена і Кріс, Стіва і Кетлін Мурів — в знак визнання їх довгострокової прихильності до біорізноманіття та збереження природи.

## Зовнішній вигляд
Біла пляма на задній поверхні задньої кінцівки є основною візуальної характеристикою для цього виду. Його загальна довжина становить від 57,8 до 70,3 см, із середньою вагою 920 г, він легший, ніж А. laniger. Його загальне забарвлення це суміш різних відтінків коричневого з поступовим освітленням до основи хвоста. Має червонуватий хвіст.

## Поширення
Північно-східний Мадагаскар. Це житель первинного тропічного лісу.

## Звички
Веде нічний і деревний спосіб життя.

## Загрози та охорона
Цей вид знаходиться під загрозою втрати і деградації середовища проживання через триваючі мінливих методи ведення сільського господарства, на додаток до відносно високого рівня полювання. Зустрічаються в одному охоронному районі (Національний Парк Масоала).